# Glaresis inducta
Glaresis inducta är en skalbaggsart som beskrevs av Horn 1885. Glaresis inducta ingår i släktet Glaresis och familjen Glaresidae. Inga underarter finns listade i Catalogue of Life.